# Snowpark
El snowpark es un área que se suele encontrar en todas las estaciones de esquí, en la cual los esquiadores y snowboarders más intrépidos y habilidosos realizan saltos, piruetas y trucos.
Las raíces del snowpark se deben al skateboard y muchas de sus características son comunes a ambos. 
Los snowparks están compuestos por módulos de distintas dificultades. Las balizas señalan el grado de dificultad de cada módulo.

## Elementos o módulos del snowpark
Los elementos que se suelen encontrar en un snowpark son los siguientes:

### - Rails o barandillas
El rail es una barra de metal de poca superficie sobre la cual se desliza el esquiador o el snowboarder. El deslizamiento del rider sobre un rail o un box se llama “jibbing”.

### - Box o cajón
Los cajones son módulos con superficies sobre las cuales se desliza el rider, similares a las barandillas pero normalmente más anchas. Tienen formas muy diferentes. Cada fabricante realiza distintos diseños que se van modificando. 
- Arco o Rainbow: tipo de box con forma de arco
- Wave: tipo de box con forma de onda
- Snake: tipo de box con forma ondulada como una serpiente
- Step: tipo de box con zona de subida y de bajada o con zona de subida, llano y bajada.
- Kicker: montículo de nieve preparada que hace de rampa de impulsión para la iniciación de un salto.
- Big Jump: Son zonas de salto que constan de una bajada para coger velocidad, un kicker para la impulsión y una zona de recepción del aterrizaje preparada para minimizar el impacto en las piernas del rider.

### - Half-Pipe
Estructura formada por excavación en el suelo o por acumulación de nieve que se asemeja a la sección transversal de una piscina y que consta de dos rampas cóncavas o quarter pipes situadas una frente a la otra. Entre ambas el suelo se hace plano. El rider se deja caer desde uno de los extremos y tras ascender por la otra rampa realiza piruetas o trucos. 
También es muy utilizado en skateboard y bmx freestyle, aunque con plataformas de madera.

### - Quarter Pipe
Es una rampa que se asemeja a una cuarta parte de la sección transversal de un tubo. Básicamente se puede decir que es la mitad de un half pipe.